# Danh sách vô địch đôi nam nữ Giải quần vợt Mỹ Mở rộng
Các cặp tay vợt sau từng giành chức vô địch nội dung đôi nam nữ Giải quần vợt Mỹ Mở rộng.

## Các nhà vô địch

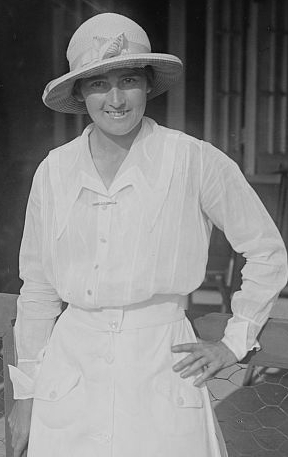
Mary Browne từng giành bốn chức vô địch

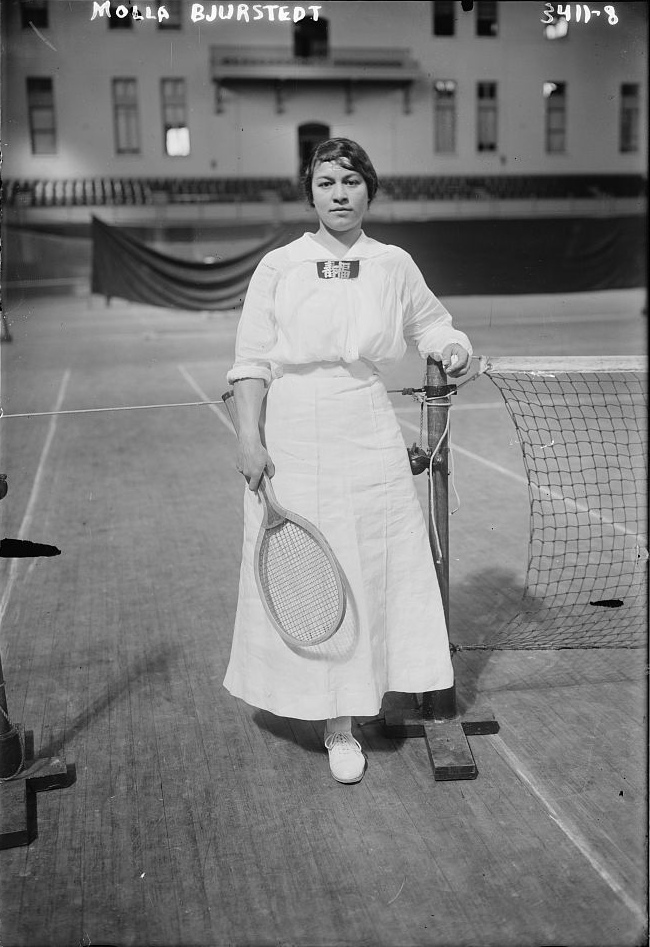
Molla Bjurstedt Mallory thi đấu bảy trận chung kết và thắng ba

| Năm              | Vô địch                                           | Á quân                                         | Tỷ số              |
| ---------------- | ------------------------------------------------- | ---------------------------------------------- | ------------------ |
| 1892             | Mabel Cahill Clarence Hobart                      | Elisabeth Moore Rodmond Beach                  | 6–1, 6–3           |
| 1893             | Ellen Roosevelt Clarence Hobart                   | Ethel Bankston Robert N. Willson, Jr.          | 6–1, 4–6, 10–6     |
| 1894             | Juliette Atkinson Edwin Fischer                   | Mrs. McFadden Gustav Remak, Jr.                | 6–3, 6–2, 6–1      |
| 1895             | Juliette Atkinson Edwin Fischer                   | Amy Williams Mantle Fielding                   | 4–6, 8–6, 6–2      |
| 1896             | Juliette Atkinson Edwin Fischer                   | Amy Williams Mantle Fielding                   | 6–2, 6–3, 6–3      |
| 1897             | Laura Henson D. L. Magruder                       | Maud Banks R. A. Griffin                       | 6–4, 6–3, 7–5      |
| 1898             | Carrie Neely Edwin Fischer                        | Helen Chapman J. A. Hill                       | 6–2, 6–4, 8–6      |
| 1899             | Elizabeth Rastall Albert L. Hoskins               | Jane Craven James P. Gardner                   | 6–4, 6–0, def.     |
| 1900             | Margaret Hunnewell Alfred Codman                  | T. Shaw George Atkinson                        | 11–9, 6–3, 6–1     |
| 1901             | Marion Jones Raymond Little                       | Myrtle McAteer Dr. Clyde Stevens               | 6–4, 6–4, 7–5      |
| 1902             | Elisabeth Moore Wylie C. Grant                    | Elizabeth Rastall Albert L. Hoskins            | 6–2, 6–1           |
| 1903             | Helen Chapman Harry F. Allen                      | Carrie Neely W. H. Rowland                     | 6–4, 7–5           |
| 1904             | Elisabeth Moore Wylie C. Grant                    | May Sutton F. B. Dallas                        | 6–2, 6–1           |
| 1905             | Augusta Schultz Hobart Clarence Hobart            | Elisabeth Moore Edward Dewhurst                | 6–2, 6–4           |
| 1906             | Sarah Coffin Edward Dewhurst                      | Margaret Johnson J. B. Johnson                 | 6–3, 7–5           |
| 1907             | May Sayers Wallace F. Johnson                     | Natalie Wildey Herbert Morris Tilden           | 6–1, 7–5           |
| 1908             | Nathaniel Niles Edith Rotch                       | Raymond Little Louise Hammond                  | 6–4, 4–6, 6–4      |
| 1909             | Hazel Hotchkiss Wightman Wallace F. Johnson       | Raymond Little Louise Hammond                  | 6–2, 6–0           |
| 1910             | Hazel Hotchkiss Wightman Joseph R. Carpenter, Jr. | Herbert Morris Tilden Edna Wildey              | 6–2, 6–2           |
| 1911             | Hazel Hotchkiss Wightman Wallace F. Johnson       | Herbert Morris Tilden Edna Wildey              | 6–4, 6–4           |
| 1912             | Mary K. Browne R. Norris Williams                 | William Clothier Eleonora Sears                | 6–4, 2–6, 11–9     |
| 1913             | Mary K. Browne Bill Tilden                        | C. S. Rogers Dorothy Green                     | 7–5, 7–5           |
| 1914             | Mary K. Browne Bill Tilden                        | J. R. Rowland Margaretta Myers                 | 6–1, 6–4           |
| 1915             | Hazel Hotchkiss Wightman Harry C. Johnson         | Irving Wright Molla Bjurstedt Mallory          | 6–0, 6–1           |
| 1916             | Eleonora Sears Willis E. Davis                    | Florence Ballin Bill Tilden                    | 6–4, 7–5           |
| 1917             | Molla Bjurstedt Mallory Irving Wright             | Florence Ballin Bill Tilden                    | 10–12, 6–1, 6–3    |
| 1918             | Hazel Hotchkiss Wightman Irving Wright            | Molla Bjurstedt Mallory Fred Alexander         | 6–2, 6–3           |
| 1919             | Marion Zinderstein Vincent Richards               | Florence Ballin Bill Tilden                    | 2–6, 11–9, 6–2     |
| 1920             | Hazel Hotchkiss Wightman Wallace F. Johnson       | Molla Bjurstedt Mallory Craig Biddle           | 6–4, 6–3           |
| 1921             | Mary K. Browne Bill Johnston                      | Molla Bjurstedt Mallory Bill Tilden            | 3–6, 6–4, 6–3      |
| 1922             | Molla Bjurstedt Mallory Bill Tilden               | Howard Kinsey Helen Wills                      | 6–4, 6–3           |
| 1923             | Molla Bjurstedt Mallory Bill Tilden               | John B. Hawkes Kitty McKane Godfree            | 6–3, 2–6, 10–8     |
| 1924             | Helen Wills Vincent Richards                      | Molla Bjurstedt Mallory Bill Tilden            | 6–8, 7–5, 6–0      |
| 1925             | Kitty McKane Godfree John B. Hawkes               | Vincent Richards Ermyntrude Harvey             | 6–2, 6–4           |
| 1926             | Elizabeth Ryan Jean Borotra                       | René Lacoste Hazel Hotchkiss Wightman          | 6–4, 7–5           |
| 1927             | Eileen Bennett Whittingstall Henri Cochet         | René Lacoste Hazel Hotchkiss Wightman          | 6–2, 6–0, 6–3      |
| 1928             | Helen Wills John B. Hawkes                        | Edgar Moon Edith Cross                         | 6–1, 6–3           |
| 1929             | Betty Nuthall Shoemaker George Lott               | Henry W. Austin Phyllis Covell                 | 6–3, 6–3           |
| 1930             | Edith Cross Wilmer Allison                        | Frank Shields Marjorie Morrill                 | 6–4, 6–4           |
| 1931             | Betty Nuthall Shoemaker George Lott               | Wilmer Allison Anna McCune Harper              | 6–3, 6–3           |
| 1932             | Sarah Palfrey Cooke Fred Perry                    | Ellsworth Vines Helen Jacobs                   | 6–3, 7–5           |
| 1933             | Elizabeth Ryan Ellsworth Vines                    | Sarah Palfrey Cooke George Lott                | 11–9, 6–1          |
| 1934             | Helen Jacobs George Lott                          | Elizabeth Ryan Lester Stoefen                  | 4–6, 13–11, 6–2    |
| 1935             | Sarah Palfrey Cooke Enrique Maier                 | Kay Stammers Roderich Menzel                   | 6–4, 4–6, 6–3      |
| 1936             | Alice Marble Gene Mako                            | Sarah Palfrey Cooke Don Budge                  | 6–3, 6–2           |
| 1937             | Sarah Palfrey Cooke Don Budge                     | Sylvie Henrotin Yvon Petra                     | 6–2, 8–10, 6–0     |
| 1938             | Alice Marble Don Budge                            | Thelma Coyne Long John Bromwich                | 6–1, 6–2           |
| 1939             | Alice Marble Harry Hopman                         | Sarah Palfrey Cooke Elwood Cooke               | 9–7, 6–1           |
| 1940             | Alice Marble Bobby Riggs                          | Dorothy Bundy Cheney Jack Kramer               | 9–7, 6–1           |
| 1941             | Sarah Palfrey Cooke Jack Kramer                   | Pauline Betz Robert Riggs                      | 4–6, 6–4, 6–4      |
| 1942             | Louise Brough Clapp Ted Schroeder                 | Alejo Russell Patricia Todd                    | 3–6, 6–1, 6–4      |
| 1943             | Margaret Osborne duPont Bill Talbert              | Pancho Segura Pauline Betz                     | 10–6, 6–4          |
| 1944             | Margaret Osborne duPont Bill Talbert              | Donald McNeill Dorothy Bundy                   | 6–2, 6–3           |
| 1945             | Margaret Osborne duPont Bill Talbert              | Bob Falkenberg Doris Hart                      | 6–4, 6–4           |
| 1946             | Margaret Osborne duPont Bill Talbert              | Robert Kimbrell Louise Brough Clapp            | 6–3, 6–4           |
| 1947             | Louise Brough Clapp John Bromwich                 | Pancho Segura Gussie Moran                     | 6–3, 6–1           |
| 1948             | Louise Brough Clapp Tom Brown                     | Bill Talbert Margaret Osborne duPont           | 6–4, 6–4           |
| 1949             | Louise Brough Clapp Eric Sturgess                 | Bill Talbert Margaret Osborne duPont           | 4–6, 6–3, 7–5      |
| 1950             | Margaret Osborne duPont Ken McGregor              | Doris Hart Frank Sedgman                       | 6–4, 3–6, 6–3      |
| 1951             | Doris Hart Frank Sedgman                          | Shirley Fry Mervyn Rose                        | 6–3, 6–2           |
| 1952             | Doris Hart Frank Sedgman                          | Thelma Long Lew Hoad                           | 6–3, 7–5           |
| 1953             | Doris Hart Vic Seixas                             | Julia Ann Sampson Rex Hartwig                  | 6–2, 4–6, 6–4      |
| 1954             | Doris Hart Vic Seixas                             | Margaret Osborne duPont Ken Rosewall           | 4–6, 6–1, 6–1      |
| 1955             | Doris Hart Vic Seixas                             | Shirley Fry Gardnar Mulloy                     | 7–5, 5–7, 6–2      |
| 1956             | Margaret Osborne duPont Ken Rosewall              | Darlene Hard Lew Hoad                          | 9–7, 6–1           |
| 1957             | Althea Gibson Kurt Nielsen                        | Darlene Hard Bob Howe                          | 6–3, 9–7           |
| 1958             | Margaret Osborne duPont Neale Fraser              | Maria Bueno Alex Olmedo                        | 6–3, 3–6, 9–7      |
| 1959             | Margaret Osborne duPont Neale Fraser              | Bob Mark Janet Hopps                           | 7–5, 13–15, 6–2    |
| 1960             | Margaret Osborne duPont Neale Fraser              | Antonio Palafox Maria Bueno                    | 6–3, 6–2           |
| 1961             | Margaret Court Bob Mark                           | Dennis Ralston Darlene Hard                    | def.               |
| 1962             | Margaret Court Fred Stolle                        | Frank Froehling Lesley Turner Bowrey           | 7–5, 6–2           |
| 1963             | Margaret Court Ken Fletcher                       | Ed Rubinoff Judy Tegart                        | 3–6, 8–6, 6–2      |
| 1964             | Margaret Court John Newcombe                      | Ed Rubinoff Judy Tegart                        | 10–6, 4–6, 6–3     |
| 1965             | Margaret Court Fred Stolle                        | Frank Froehling Judy Tegart                    | 6–2, 6–2           |
| 1966             | Donna Floyd Fales Owen Davidson                   | Ed Rubinoff Carol Aucamp                       | 6–1, 6–3           |
| 1967             | Billie Jean King Owen Davidson                    | Rosemary Casals Stan Smith                     | 6–3, 6–2           |
| ↓ Kỷ nguyên Mở ↓ |                                                   |                                                |                    |
| 1968             | Mary-Ann Eisel Peter Curtis                       | Tory Fretz Gerry Perry                         | 6–4, 7–5           |
| 1969             | Margaret Court Marty Riessen                      | Françoise Dürr Dennis Ralston                  | 6–4, 7–5           |
| 1970             | Margaret Court Marty Riessen                      | Judy Tegart Dalton Frew McMillan               | 6–4, 6–4           |
| 1971             | Billie Jean King Owen Davidson                    | Betty Stöve Bob Maud                           | 6–3, 7–5           |
| 1972             | Margaret Court Marty Riessen                      | Rosemary Casals Ilie Năstase                   | 6–3, 7–5           |
| 1973             | Billie Jean King Owen Davidson                    | Margaret Court Marty Riessen                   | 6–3, 3–6, 7–6      |
| 1974             | Pam Teeguarden Geoff Masters                      | Chris Evert Jimmy Connors                      | 6–1, 7–6           |
| 1975             | Rosemary Casals Dick Stockton                     | Billie Jean King Fred Stolle                   | 6–3, 7–6           |
| 1976             | Billie Jean King Phil Dent                        | Betty Stöve Frew McMillan                      | 3–6, 6–2, 7–5      |
| 1977             | Betty Stöve Frew McMillan                         | Billie Jean King Vitas Gerulaitis              | 6–2, 3–6, 6–3      |
| 1978             | Betty Stöve Frew McMillan                         | Billie Jean King Ray Ruffels                   | 6–3, 7–6           |
| 1979             | Greer Stevens Bob Hewitt                          | Betty Stöve Frew McMillan                      | 6–3, 7–5           |
| 1980             | Wendy Turnbull Marty Riessen                      | Betty Stöve Frew McMillan                      | 7–5, 6–2           |
| 1981             | Anne Smith Kevin Curren                           | JoAnne Russell Steve Denton                    | 6–4, 7–6           |
| 1982             | Anne Smith Kevin Curren                           | Barbara Potter Ferdi Taygan                    | 6–7, 7–6, 7–6      |
| 1983             | Elizabeth Sayers Smylie John Fitzgerald           | Barbara Potter Ferdi Taygan                    | 3–6, 6–3, 6–4      |
| 1984             | Manuela Maleeva Tom Gullikson                     | Elizabeth Sayers Smylie John Fitzgerald        | 2–6, 7–5, 6–4      |
| 1985             | Martina Navratilova Heinz Günthardt               | Elizabeth Sayers Smylie John Fitzgerald        | 6–3 6–4            |
| 1986             | Raffaella Reggi Sergio Casal                      | Martina Navratilova Peter Fleming              | 6–4, 6–4           |
| 1987             | Martina Navratilova Emilio Sánchez Vicario        | Betsy Nagelsen Paul Annacone                   | 6–4, 6–7, 7–6      |
| 1988             | Jana Novotná Jim Pugh                             | Elizabeth Sayers Smylie Patrick McEnroe        | 7–5, 6–3           |
| 1989             | Robin White Shelby Cannon                         | Meredith McGrath Rick Leach                    | 3–6, 6–2, 7–5      |
| 1990             | Elizabeth Sayers Smylie Todd Woodbridge           | Natalia Zvereva Jim Pugh                       | 6–4, 6–2           |
| 1991             | Manon Bollegraf Tom Nijssen                       | Arantxa Sánchez Vicario Emilio Sánchez Vicario | 6–2, 7–6           |
| 1992             | Nicole Provis Mark Woodforde                      | Helena Suková Tom Nijssen                      | 4–6, 6–3, 6–3      |
| 1993             | Helena Suková Todd Woodbridge                     | Martina Navratilova Mark Woodforde             | 6–3, 7–6           |
| 1994             | Elna Reinach Patrick Galbraith                    | Jana Novotná Todd Woodbridge                   | 6–2, 6–4           |
| 1995             | Meredith McGrath Matt Lucena                      | Gigi Fernández Cyril Suk                       | 6–4, 6–4           |
| 1996             | Lisa Raymond Patrick Galbraith                    | Manon Bollegraf Rick Leach                     | 7–6, 7–6           |
| 1997             | Manon Bollegraf Rick Leach                        | Mercedes Paz Pablo Albano                      | 3–6, 7–5, 7–6(7–3) |
| 1998             | Serena Williams Max Mirnyi                        | Lisa Raymond Patrick Galbraith                 | 6–2, 6–2           |
| 1999             | Ai Sugiyama Mahesh Bhupathi                       | Kimberly Po Donald Johnson                     | 6–4, 6–4           |
| 2000             | Arantxa Sánchez Vicario Jared Palmer              | Anna Kournikova Max Mirnyi                     | 6–4, 6–3           |
| 2001             | Rennae Stubbs Todd Woodbridge                     | Lisa Raymond Leander Paes                      | 6–4, 5–7, 7–6      |
| 2002             | Lisa Raymond Mike Bryan                           | Katarina Srebotnik Bob Bryan                   | 7–6, 7–6           |
| 2003             | Katarina Srebotnik Bob Bryan                      | Lina Krasnoroutskaya Daniel Nestor             | 5–7, 7–5, 7–6(7–5) |
| 2004             | Vera Zvonareva Bob Bryan                          | Alicia Molik Todd Woodbridge                   | 6–3, 6–4           |
| 2005             | Daniela Hantuchová Mahesh Bhupathi                | Katarina Srebotnik Nenad Zimonjić              | 6–4, 6–2           |
| 2006             | Martina Navratilova Bob Bryan                     | Květa Peschke Martin Damm                      | 6–2, 6–3           |
| 2007             | Victoria Azarenka Max Mirnyi                      | Meghann Shaughnessy Leander Paes               | 6–4, 7–6(8–6)      |
| 2008             | Cara Black Leander Paes                           | Liezel Huber Jamie Murray                      | 7–6(8–6), 6–4      |
| 2009             | Carly Gullickson Travis Parrot                    | Cara Black Leander Paes                        | 6–2, 6–4           |
| 2010             | Liezel Huber Bob Bryan                            | Květa Peschke Aisam-ul-Haq Qureshi             | 6–4, 6–4           |
| 2011             | Melanie Oudin Jack Sock                           | Gisela Dulko Eduardo Schwank                   | 7–6, 4–6, [10–8]   |
| 2012             | Ekaterina Makarova Bruno Soares                   | Květa Peschke Marcin Matkowski                 | 6–7, 6–1, [12–10]  |
| 2013             | Andrea Hlaváčková Max Mirnyi                      | Abigail Spears Santiago González               | 7–6(7–5), 6–3      |
| 2014             | Sania Mirza Bruno Soares                          | Abigail Spears Santiago González               | 6–1, 2–6, [11–9]   |
| 2015             | Martina Hingis Leander Paes                       | Bethanie Mattek-Sands Sam Querrey              | 6–4, 3–6, [10–7]   |
| 2016             | Laura Siegemund Mate Pavić                        | Coco Vandeweghe Rajeev Ram                     | 6–4, 6–4           |
| 2017             | Martina Hingis Jamie Murray                       | Chan Hao-ching Michael Venus                   | 6–1, 4–6, [10–8]   |
| 2018             | Bethanie Mattek-Sands Jamie Murray                | Alicja Rosolska Nikola Mektić                  | 2–6, 6–3, [11–9]   |
| 2019             | Bethanie Mattek-Sands Jamie Murray                | Chan Hao-ching Michael Venus                   | 6–2, 6–3           |
| 2020             |                                                   |                                                |                    |